# Poggio di Rocca

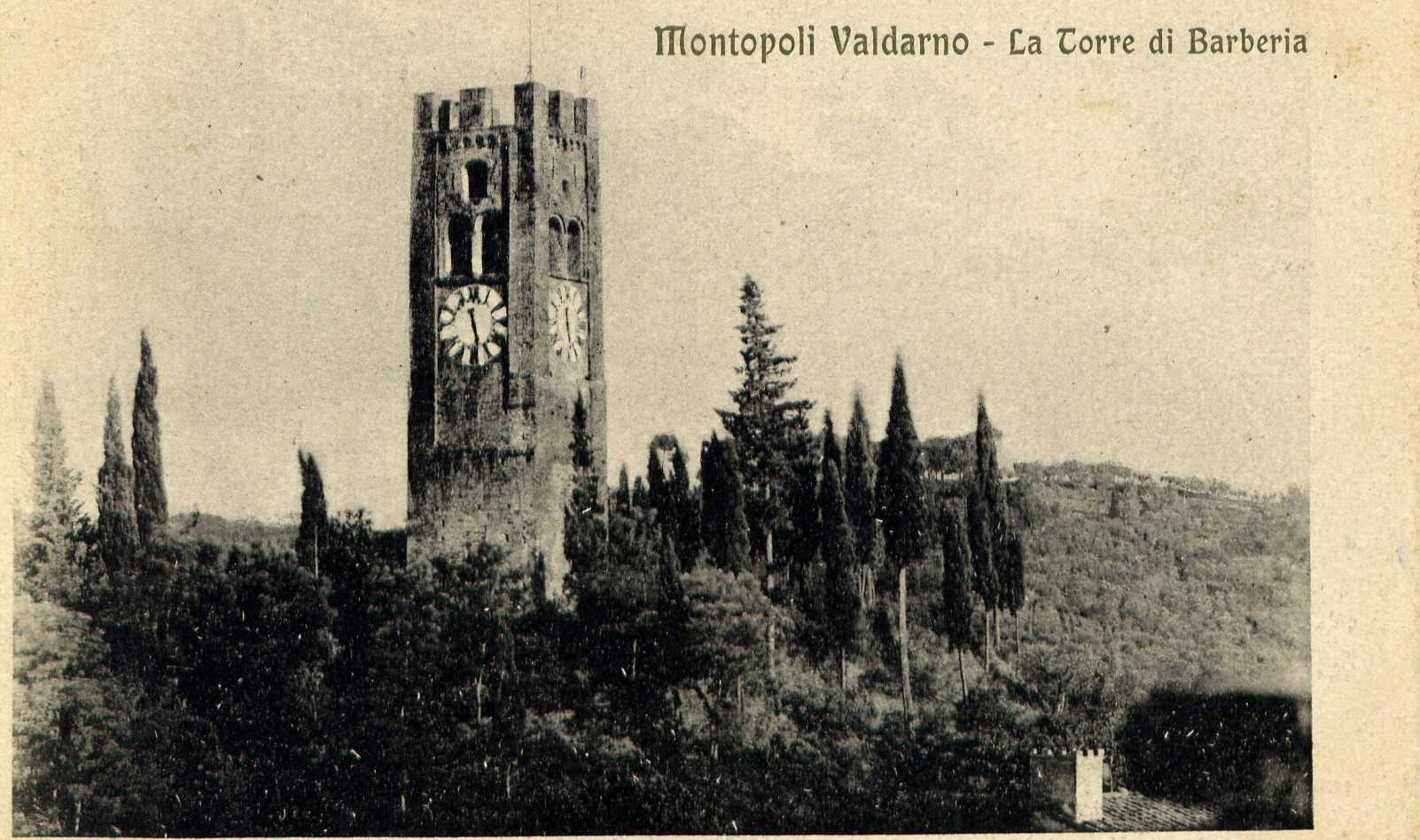
La torre di Rocca

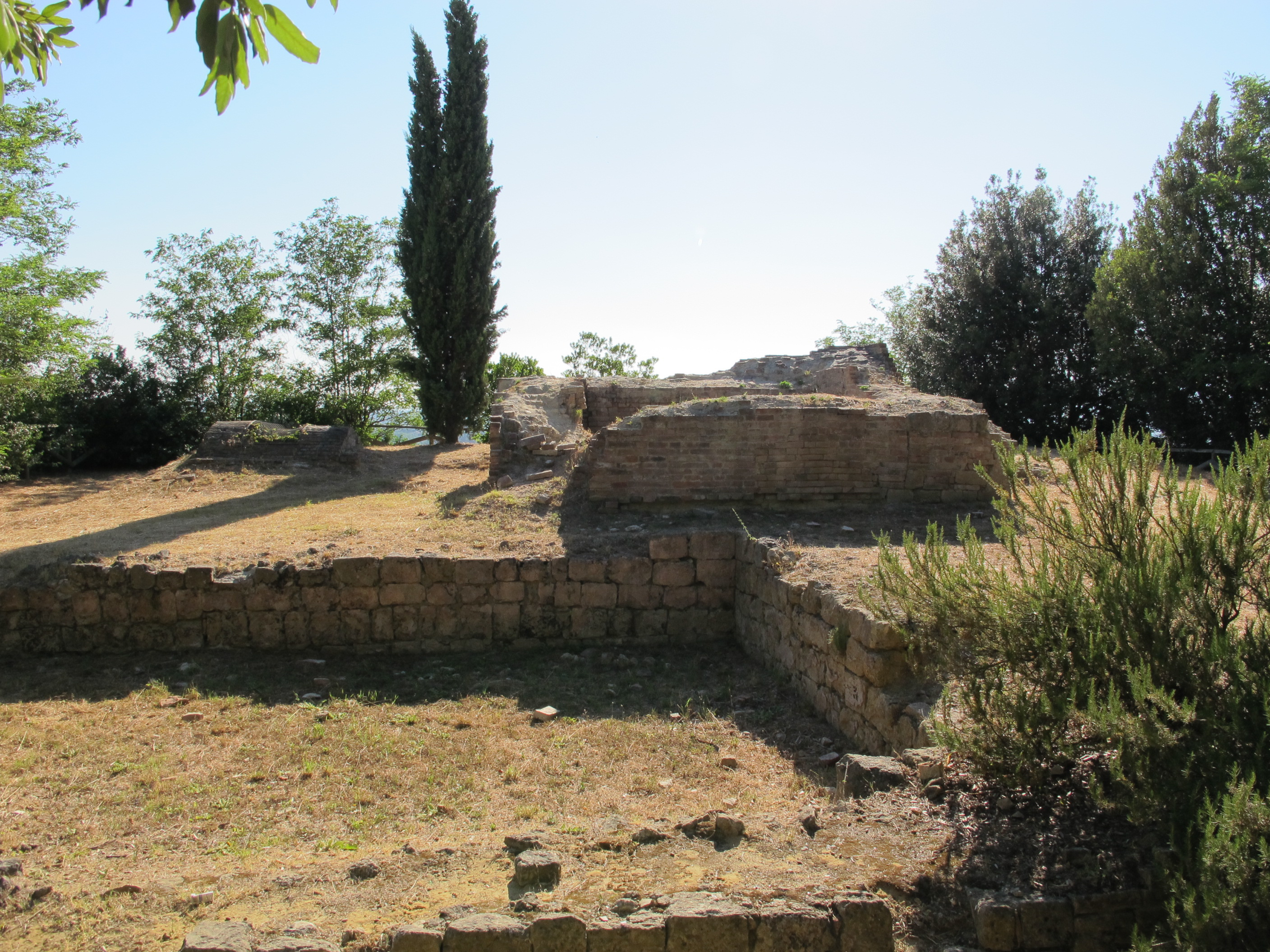
I resti della Torre di Barberia

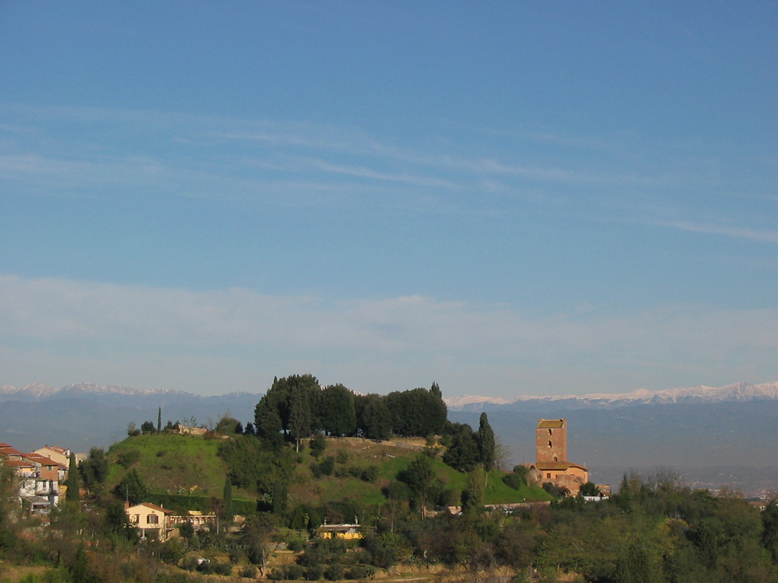
La Rocca oggi priva della torre di Barberia

Il poggio di Rocca è il toponimo relativo alla parte più elevata del colle su cui sorge Montopoli in Val d'Arno. Qui si trovava la rocca dell’antico castello medievale, fino alla sua de-funzionalizzazione in età moderna. Anche allora fu comunque mantenuta la torre presente sulla rocca, dove nell'Ottocento furono collocate nuove campane ed un orologio.
In età contemporanea i resti della rocca accolsero il locale parco della rimembranza, fino a che nel 1944 le truppe tedesche in ritirata non minarono e distrussero buona parte della torre.
Alla fine del XX secolo l'area è stata interessata da scavi stratigrafici e sistemata a parco archeologico.

## La struttura e la storia della rocca
Su questo poggio, tra il 1993 e il 1994, sono stati effettuati scavi archeologici che hanno permesso di documentare alcune fasi di frequentazione dell’area comprese tra il XII secolo e i giorni nostri.
Le indagini hanno messo in luce un tratto di cinta di fortificazione del cassero ed una struttura a pianta rettangolare che per tecnica muraria e per materiali edilizi (bozze e conci di arenaria) possono essere datati almeno al XII secolo e sono per ciò attribuibili alla fase originale della fortificazione sommitale.
La struttura rettangolare, riutilizzata come cisterna in età moderna, in origine doveva corrispondeva alla chiesetta di San Martino, attestata sulla Rocca almeno nel corso del Duecento.
L’attuale area di Rocca era infatti la porzione centrale del castello, nato sul crinale della collina, nella quale erano concentrate le strutture di servizio e di difesa, ma anche i locali per le guarnigioni militari ed altro ancora, che però lo scavo non ha riportato in luce, visto che lo spazio conservato è verosimilmente poco più della metà dell’originale per problemi di erosione del versante.
Tra fine XIII e primi decenni del XIV secolo, la Rocca fu dotata di un’alta campanaria torre in laterizi. Secondo la tradizione ottocentesca questa doveva essere una torre di avvistamento, ma in base a recenti ricerche essa in origine doveva essere il campanile della vicina la cappella di S. Martino che i documenti medievali situano in quell’area di Montopoli (da qui anche l’appellativo dell’omonima torre).
Nella seconda metà del XVI secolo nel vano al piano terra della torre di Rocca venne realizzata una fornace per il vetro. Del forno fusorio, che in origine doveva essere composto da tre piani sovrapposti (la camera di combustione, di fusione e per la tempera degli oggetti finiti), rimane solo la camera di combustione per un alzato di circa 40 cm, costituita da cinque filari di laterizi, con il vano di immissione della legna collegato al canale igneo.
Tra la fine del XVI e gli inizi del XVII secolo il poggio di Rocca subì ancora un cambiamento di funzione: dopo il breve utilizzo della fornace, intorno alla torre in laterizio fu costruito un sistema di raccolta delle acque piovane realizzato da una serie di canalette in mattone e da almeno due cisterne con copertura a volta, destinato all’approvvigionamento idrico.
Infine, le indagini archeologiche hanno messo in luce un’ulteriore trasformazione del pianoro in area cimiteriale, forse in ricordo della chiesa di S. Martino, con diverse sepolture in fossa terragna da collegare probabilmente alla pestilenza del XVII secolo.
A partire dal 1993 sono state portate alla luce in Poggio di Rocca antiche strutture con funzioni diverse, collegabili a varie fasi di frequentazione antropica comprese in un lungo arco cronologico che inizia con la costruzione del castello (XI-XII secolo) fino alle ultime trasformazioni funzionali dell'area (XVII secolo).
Le più antiche strutture murarie antiche visibili nel tessuto urbano sino a quel momento erano la chiesa pievana, con la facciata e le decorazioni in cotto tardo medievali, e le torri della fortificazione quattrocentesca del borgo, queste ultime caratterizzate dall'uso esclusivo del laterizio. Le strutture riportate in luce sulla rocca associabili a porzioni della fortificazione del cassero e ad una cisterna per la raccolta dell'acqua, sia per la tecnica costruttiva sia per i materiali edilizi, possono essere invece datati al XII secolo.
L'area della rocca era la terza e ultima fortificazione di difesa del castello e del borgo fortificato nato sul crinale della collina in cui si concentravano le strutture per l'eventuale ultima resistenza in caso di attacco, ospitando anche ambienti di servizio e magazzino per la guarnigione militare.
Dopo il passaggio sotto la dominazione fiorentina, nella prima metà del XIV secolo, la fortificazione fu dotata di una torre di avvistamento in mattoni posizionata nell'antico cassero in sostituzione di un edificio in pietra precedente. Questa torre, di pianta quadrata, nel XIX secolo subì varie trasformazioni architettoniche anche di rilievo; i lati est e ovest in origine erano aperti con ampi archi a tutto sesto successivamente chiusi con tamponature in laterizio. Simile è la torre di San Matteo, edificata sul limite occidentale dell'abitato.
Nel tardo XVI secolo il poggio di Rocca perse definitivamente la funzione di controllo e di difesa: fu infatti trasformato dapprima in area industriale ospitando una fornace per la produzione del vetro per poi conservare solo utilità civica, con la costruzione dell'orologio e il mantenimento in funzione della cisterna per rifornire d'acqua il borgo adiacente.
La torre di Rocca o di Barberia fu distrutta il 13 luglio 1944 durante la seconda guerra mondiale dai tedeschi in ritirata e mai più ricostruita con l'inevitabile perdita del caratteristico skyline dell'antico castello di Montopoli.

## Parco archeologico
Dopo il completamento degli scavi l’area è stata sistemata come parco archeologico aperto gratuitamente al pubblico. Salendovi a partire dall’arco di Castruccio sulla sommità vi si possono visitare i resti della torre e dell’antica chiesetta, poi trasformata in cisterna. Sono visibili anche le altre cisterne e canalizzazioni di epoca moderna, e i resti della pesante distruzione operata dai Tedeschi.
Sul sito sono presenti pannelli illustrativi in italiano e in inglese con codice Qr per vedere il video con la ricostruzione 3D della Rocca e del castello di Montopoli nel Trecento.
Il parco archeologico sulla Rocca fa parte del Sistema Museale Montopolese. Reperti degli scavi dell'antica rocca sono esposti presso il Museo civico di palazzo Guicciardini.

## Video ricostruttivi
La Direzione Scientifica del Museo Civico di Montopoli in Valdarno nell’ambito delle attività progettate con il Sistema Museale del Valdarno di Sotto ha realizzato un video con la ricostruzione 3D della Rocca nel più ampio ambito del castello di Montopoli nel Trecento, basandosi sui più recenti studi di queste strutture fortificate.